# Intel Quartus Prime
Intel Quartus Prime是一种可程式邏輯裝置电子设计自动化开发软件。原本是Altera公司推出的Altera Quartus Prime，與更早之前的Altera Quartus II。
它可以识别电路的Verilog或VHDL高级硬件描述语言表述，或读取指定格式的线路图；进而完成逻辑仿真、功能验证、逻辑综合等任务，对器件的进行编程，即将设计项目转换到实际的硬件。该软件提供了逻辑电路的可视化设计以及向量波形的仿真等功能。

## 版本
精簡版 （Lite Edition）
精簡版是Quartus Prime的免費版本，能夠免費下載。此版本為有限種類的英特爾 FPGA 裝置提供編譯和程式設計。此版本完全支援低成本的 Cyclone 系列 FPGA 以及 CPLD 的 MAX 系列，這意味著小型開發人員或教育機構無需支付開發軟體的費用。
標準版 （Standard Edition）
標準版支援更多種的 FPGA 裝置，但需要授權。
專業版 （Pro Edition）
只有專業版支援最新型的 FPGA 裝置。